# 白點矛麗魚
白點矛麗魚，為輻鰭魚綱鱸形目隆頭魚亞目慈鯛科的其中一種，分布於南美洲蓋亞那德梅拉拉河及法屬圭亞那Approuague河流域，體長可達14公分，棲息在沙泥底質、植被覆蓋且水流緩慢的溪流，生活習性不明。

## 擴展閱讀
維基物種上的相關：白點矛麗魚